# Aourir (commune)
Pour les articles homonymes, voir Aourir.
Aourir (en arabe : اورير ; en tifinagh : ⴰⵡⵔⵉⵔ) est une commune rurale marocaine disposant d'un centre urbain du même nom, située au sud du pays, dans la préfecture d'Agadir Ida-Outanane, au sein de la région de Souss-Massa, à 12 km d'Agadir, 8 km de Taghazout et 50 km d'Imouzzer des Ida-Outanane.
La commune rurale d'Aourir est le chef-lieu du caïdat portant le même nom, lui-même situé au sein du cercle d'Agadir-Atlantique,.

## Historique
La création de la commune d'Aourir a lieu en 1992, dans le cadre d'un découpage territoriale qu'a connu le royaume. La commune se trouvait dans le caïdat de Ksima Mesguina, relevant du cercle d'Inezgane.

## Démographie
La commune a connu, de 2004 à 2014 (années des derniers recensements), une hausse de population, passant de 27 483 à 36 948 habitants,.